# Улица Чапаева (Братислава)
Улица Чапаева (словац. Čapajevova ulica) — улица в Братиславе, в квартале Петржалка. Названа в честь Василия Ивановича Чапаева (1887—1919), начальника дивизии Красной армии, участника Гражданской войны в России.

## Основная информация
На улице нет жилых домов панельного типа. В 1999 году на улице был построен так называемый «Синий дом» для проживания неплательщиков, выселенных из других домов. От остальной части жилого района Синий дом изолирован старой электростанцией и зданием школы. В доме находятся квартиры низкого стандарта, большая часть квартир состоит в ведении Муниципалитета квартала Петржалка. Среди жильцов дома нередко встречаются лица с наркозависимостью.
22 октября 2013 года депутаты Петржалкского муниципального совета приняли решение продать этот дом фирме BS Investments за 1 евро, при этом за годовую аренду земли фирма должна платить 1 000 евро. Фирма пообещала, что после реконструкции и достройки объекта она продаст кварталу Петржалка 10 отремонтированных квартир по той же цене: 1 евро. Муниципальная власть квартала эти квартиры планирует в первую очередь передать учителям. Чтобы обеспечить проживающим в доме жильцам временное жильё, фирма обязалась затратить 400 000 евро.
Город также планирует построить на улице Чапаева новый 10-этажный жилой дом с 48 квартирами. Бывший глава управы Петржалка и нынешний мэр Братиславы Милан Фтачник заявил, что финансирование этого строительства будет обеспечиваться из муниципального жилищного фонда, а также из государственного жилищного фонда. Ожидаемое завершение строительства — август 2014 года.
На улице размещается точка продаж автомобилей марки Fiat, здесь также находится мусорохранилище квартала Петржалка.

## Близлежащие улицы
- Улица Прокофьева
- Перпендикулярная улица
- Паннонское шоссе
- Улица Швабинского